# Swoboda (Chust)
Swoboda (ukrainisch Свобода; russisch Свобода, ungarisch Szloboda, slowakisch Sloboda) ist ein Bergdorf im Nationalpark Synewyr im Norden der ukrainischen Oblast Transkarpatien mit gut 200 Einwohnern (2004).

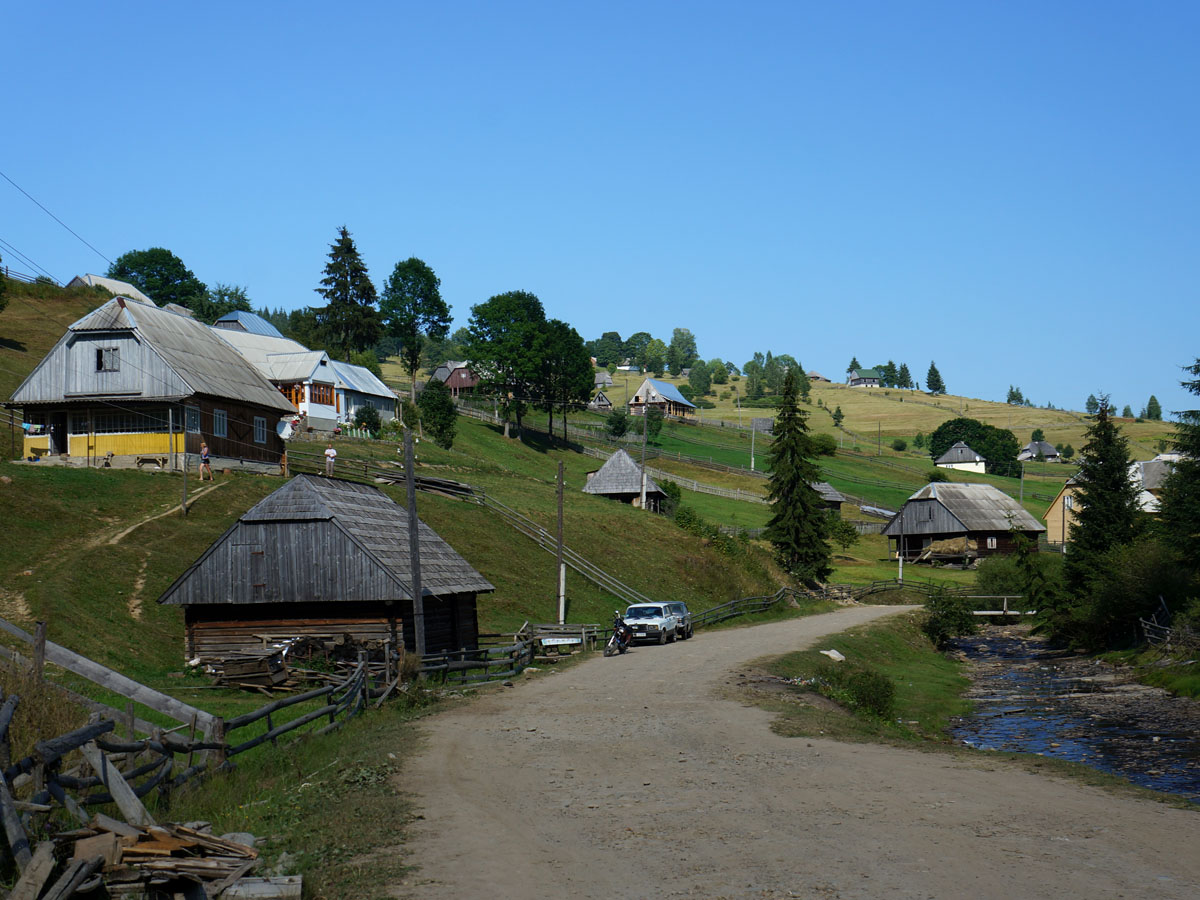
Swoboda 2013

Das um 1600 gegründete Dorf liegt am Gebirgskamm der Waldkarpaten, der die Grenze zur Oblast Iwano-Frankiwsk bildet auf 958 m Höhe nahe an dem für den Nationalpark namengebenden See Synewyr und der Quelle der Tereblja, einem 80 km langen Nebenfluss der Theiß.
Am 12. Juni 2020 wurde das Dorf ein Teil neu gegründeten Landgemeinde Synewyr im Rajon Chust; bis dahin war es im Rajon Mischhirja Teil der Landratsgemeinde des Nachbardorfes Synewyrska Poljana, zu dem die einzige Straßenverbindung von Swoboda aus führt.
Synewyrska Poljana liegt 8 km südwestlich, das ehemalige Rajonzentrum Mischhirja liegt 34 km südwestlich und das Oblastzentrum Uschhorod 173 km westlich vom Dorf.